# 瓦雷讷叙于松
瓦雷讷叙于松（法語：Varennes-sur-Usson，法語發音：[vaʁɛn syʁ ysɔ̃]，意为“于松上方的瓦雷讷”）是法国多姆山省的一个市镇，属于伊苏瓦尔区。

## 地名
与通常在法语地名中表示“在……河畔”之意的“sur”不同，该地名Varennes-sur-Usson中的“sur”意为“在……上方”，表示名为瓦雷讷（Varennes）的该地与于松（Usson）的位置关系，并以“于松上方的瓦雷讷”之名区分其他的“瓦雷讷”，且事实上在该地附近也并无“于松河”存在。

## 地理
瓦雷讷叙于松（45°31'56"N, 3°18'19"E）面积6.15 平方千米，位于法国奥弗涅-罗讷-阿尔卑斯大区多姆山省，该省份为法国中南部省份，北起阿列省接壤，东临卢瓦尔省，南至上盧瓦爾省和康塔爾省，西接科雷兹省和克勒兹省。
与瓦雷讷叙于松接壤的市镇（或旧市镇、城区）包括：布雷纳、帕朗蒂尼亚、圣雷米德沙尔尼亚、索克西朗日、于松。
瓦雷讷叙于松的时区为UTC+01:00、UTC+02:00（夏令时）。

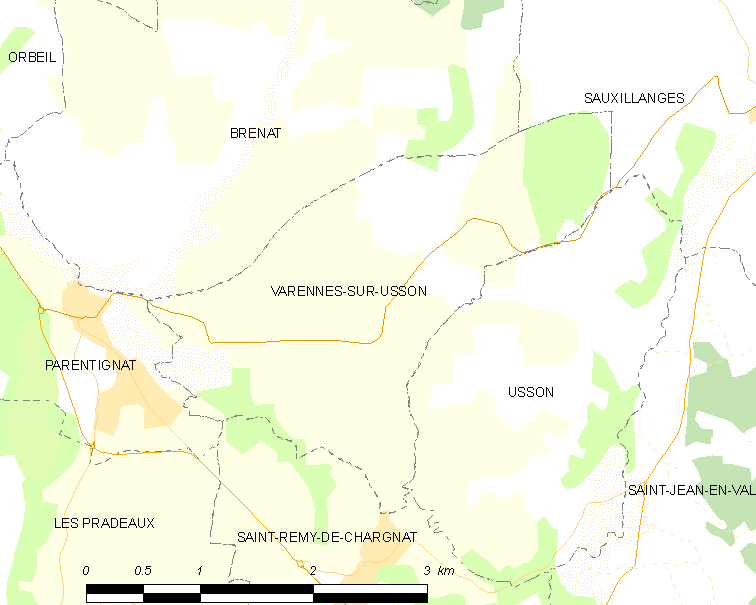
瓦雷讷叙于松的OSM定位图

## 行政
瓦雷讷叙于松的邮政编码为63500，INSEE市镇编码为63444。

## 政治
瓦雷讷叙于松所属的省级选区为布拉萨克莱米讷县。

## 人口

1962-2008年间瓦雷讷叙于松人口变化图示

瓦雷讷叙于松于2022年1月1日时的人口数量为315人。